# Torneo del Centenario
Il Torneo del Centenario si è svolto nel mese di giugno 1991.
Gli incontri si sono svolti nell'impianto ateniese Stadio della pace e dell'amicizia.
Questa edizione ha rappresentato un evento speciale, organizzato sia dalla Federazione di pallacanestro greca che da FIBA Europe, allo scopo di commemorare i 100 anni della nascita della pallacanestro. Da qui la denominazione "Torneo del Centenario".

Questo torneo non viene contato ufficialmente con le altre edizioni, in quanto si differenzia da queste, proprio dal fatto che non è stato organizzato solamente dalla Federazione greca.
La manifestazione ha presentato lo svolgimento di due eventi sportivi:
- Torneo del Centenario, con una formula un po' particolare, terminato con l'unica finale prevista, vinta dall'Italia a spese della Grecia
- All Star Game, che ha visto la formazione dei Balcani prevalere su quella del Resto d'Europa

## Torneo del Centenario

### Squadre partecipanti
- Francia
- Grecia
- Italia

- Jugoslavia
- Spagna
- Unione Sovietica

### Svolgimento
| Atene 5 giugno 1991 | Italia | 102 – 85 (42-36) | Spagna | Stadio della pace e dell'amicizia |

| Atene 5 giugno 1991 | Grecia | 90 – 80 | Francia | Stadio della pace e dell'amicizia |

| Atene 7 giugno 1991 | Jugoslavia | 83 – 85 (40-40) | Italia | Stadio della pace e dell'amicizia |

| Atene 7 giugno 1991 | Grecia | 93 – 85 | Unione Sovietica | Stadio della pace e dell'amicizia |

- Finale 1º-2º posto

| Atene 9 giugno 1991 | Grecia | 78 – 102 (41-55) | Italia | Stadio della pace e dell'amicizia |

### Classifica finale
| -         | Team             | Formazioni |
| --------- | ---------------- | --- |
| 1.        | Italia           | Gentile · Riva · Pittis · Magnifico · Rusconi · Fantozzi · Premier · Rossini · Brunamonti · Iacopini · Pessina · Costa · Binelli · Dell'Agnello · Gracis All. Gamba |
| 2.        | Grecia           | |
| Eliminate |                  | |
| -         | Francia          | |
| -         | Jugoslavia       | |
| -         | Spagna           | |
| -         | Unione Sovietica | |

## All Stars Game
| Atene 8 giugno 1991 | Balcani    | 103 – 102 | Resto d'Europa | Stadio della pace e dell'amicizia |
| \| \| \| \| \| Kucoč · Rađa · Paspalj · Zdovc · Savič · Galīs · Giannakīs · Fasoulas · Christodoulou · Gluškov \| Formazioni \| San Epifanio · Villacampa · Martín · Riva · Magnifico · Brunamonti · [[File:Template:Naz/FRa\\|class=noviewer\\|Template:Naz/FRa (bandiera)\\|20x16px]] Dacoury · Ostrowski · Szanyiel · Bazarevič · Miglinieks · Bondarenko \| \| Kōstas Politīs \| Allenatori \| Alessandro Gamba \| |            | |                |                                   |
| |            | |                |                                   |
| Kucoč · Rađa · Paspalj · Zdovc · Savič · Galīs · Giannakīs · Fasoulas · Christodoulou · Gluškov | Formazioni | San Epifanio · Villacampa · Martín · Riva · Magnifico · Brunamonti · [[File:Template:Naz/FRa\|class=noviewer\|Template:Naz/FRa (bandiera)\|20x16px]] Dacoury · Ostrowski · Szanyiel · Bazarevič · Miglinieks · Bondarenko |                |                                   |
| Kōstas Politīs | Allenatori | Alessandro Gamba |                |                                   |